# Горажде (Беране)
Горажде је насеље у општини Беране у Црној Гори. Према попису из 2003. било је 560 становника (према попису из 1991. било је 599 становника).
Село је описано као "најплодније житарско подручје у Васојевићкој нахији", у њему је живела породица Бајра Сеферовића-Ђукића, позната пре Другог светског рата по томе што су наводно имали лек за "рак-ране" на спољашњем делу тела.

## Демографија
У насељу Горажде живи 442 пунолетна становника, а просечна старост становништва износи 39,2 година (38,0 код мушкараца и 40,5 код жена). У насељу има 158 домаћинстава, а просечан број чланова по домаћинству је 3,54.
Ово насеље је углавном насељено Србима (према попису из 2003. године), а у последња три пописа, примећен је пад у броју становника.
|  |

| Демографија | Демографија | Демографија |
| Година      | Становника  | Становника  |
| ----------- | ----------- | ----------- |
|             |             |             |
|             |             |             |
|             |             |             |
|             |             |             |
| 1948.       | 804         |             |
| 1953.       | 802         |             |
| 1961.       | 723         |             |
| 1971.       | 737         |             |
| 1981.       | 685         |             |
| 1991.       | 599         | 599         |
| 2003.       | 599         | 560         |
|             |             |             |

| Етнички састав према попису из 2003.‍ | Етнички састав према попису из 2003.‍ | Етнички састав према попису из 2003.‍ | Етнички састав према попису из 2003.‍ | Етнички састав према попису из 2003.‍ |
| ------------------------------------ | ------------------------------------ | ------------------------------------ | ------------------------------------ | ------------------------------------ |
|                                      |                                      |                                      |                                      |                                      |
| Срби                                 | Срби                                 |                                      | 373                                  | 66,60%                               |
| Црногорци                            | Црногорци                            |                                      | 165                                  | 29,46%                               |
| непознато                            | непознато                            |                                      | 0                                    | 0,0%                                 |

| Година пописа     | 1948. | 1953. | 1961. | 1971. | 1981. | 1991. | 2003. |
| ----------------- | ----- | ----- | ----- | ----- | ----- | ----- | ----- |
| Број домаћинстава | 157   | 166   | 158   | 183   | 160   | 172   | 162   |

| Број чланова      | 1   | 2  | 3  | 4  | 5  | 6  | 7  | 8 | 9 | 10 и више | Просек |
| ----------------- | --- | -- | -- | -- | -- | -- | -- | - | - | --------- | ------ |
| Број домаћинстава | 158 | 33 | 26 | 19 | 24 | 28 | 17 | 8 | 3 | 0         | 0      |

| Пол    | Укупно | Неожењен/Неудата | Ожењен/Удата | Удовац/Удовица | Разведен/Разведена | Непознато |
| ------ | ------ | ---------------- | ------------ | -------------- | ------------------ | --------- |
| Мушки  | 237    | 98               | 122          | 9              | 8                  | 0         |
| Женски | 231    | 70               | 122          | 36             | 3                  | 0         |
| УКУПНО | 468    | 168              | 244          | 45             | 11                 | 0         |

| Пол    | Укупно                    | Пољопривреда, лов и шумарство | Рибарство                            | Вађење руде и камена | Прерађивачка индустрија       |
| ------ | ------------------------- | ----------------------------- | ------------------------------------ | -------------------- | ----------------------------- |
| Мушки  | 79                        | 6                             | 0                                    | 5                    | 23                            |
| Женски | 36                        | 1                             | 0                                    | 1                    | 5                             |
| УКУПНО | 115                       | 7                             | 0                                    | 6                    | 28                            |
| Пол    | Производња и снабдевање   | Грађевинарство                | Трговина                             | Хотели и ресторани   | Саобраћај, складиштење и везе |
| Мушки  | 3                         | 5                             | 4                                    | 2                    | 8                             |
| Женски | 0                         | 0                             | 7                                    | 2                    | 0                             |
| УКУПНО | 3                         | 5                             | 11                                   | 4                    | 8                             |
| Пол    | Финансијско посредовање   | Некретнине                    | Државна управа и одбрана             | Образовање           | Здравствени и социјални рад   |
| Мушки  | 0                         | 0                             | 10                                   | 4                    | 2                             |
| Женски | 0                         | 0                             | 5                                    | 5                    | 4                             |
| УКУПНО | 0                         | 0                             | 15                                   | 9                    | 6                             |
| Пол    | Остале услужне активности | Приватна домаћинства          | Екстериторијалне организације и тела | Непознато            | Непознато                     |
| Мушки  | 5                         | 0                             | 0                                    | 2                    | 2                             |
| Женски | 1                         | 0                             | 0                                    | 5                    | 5                             |
| УКУПНО | 6                         | 0                             | 0                                    | 7                    | 7                             |